# Inflexible (Schiff, 1908)
Die HMS Inflexible (englisch für starr, unerbittlich) war einer von drei Schlachtkreuzern der Invincible-Klasse. Sie wurde bei John Brown & Company in Clydebank gebaut.

## Geschichte
Bei Ausbruch des Ersten Weltkrieges war die Inflexible das Flaggschiff der britischen Mittelmeerflotte. Zwischen dem 4. und 10. August 1914 war sie an der Jagd auf die Goeben beteiligt, bevor sie nach Großbritannien zurückbeordert wurde. Zwischen dem 1. und 10. Oktober 1914 war sie auf Patrouille bei den Shetland-Inseln, wo sie einen Truppentransport schützen sollte, bevor sie am 4. November 1914 nach der britischen Niederlage bei Coronel in den Südatlantik verlegt wurde. Sie kam am 7. Dezember 1914 in Port Stanley auf den Falklandinseln an, einen Tag vor dem gleichnamigen Gefecht. Hierbei nahm das Schiff an der Zerstörung des deutschen Ostasiengeschwaders teil, ohne selbst Schaden zu nehmen.
Am 19. Dezember 1914 wurde sie ins Mittelmeer befohlen. Auf dem Anmarschweg wurden in Gibraltar die Munitions- und Kohlenvorräte wieder aufgefüllt. Kurz darauf wurde sie am 24. Januar 1915 zum Flaggschiff der bei den Dardanellen eingesetzten Flotte. Am 18. März 1915 wurde sie in der Meerenge der Dardanellen zweimal von Kanonenfeuer türkischer Forts getroffen, wobei neun Männer starben. Am selben Tag lief sie auf eine Mine und wurde von 2.000 t einbrechenden Wasser zum Rückzug gezwungen. Nach der Reparatur in Gibraltar wurde die Inflexible von den Dardanellen abgezogen, weil die dortigen Aufgaben danach von älteren Linienschiffen übernommen wurden. Sie kehrte nach Großbritannien zurück und verstärkte ab dem 19. Juni 1915 die Grand Fleet.
Am 31. Mai 1916 nahm sie an der Skagerrakschlacht teil, wobei sie nicht beschädigt wurde – im Gegensatz zu ihrem Schwesterschiff Invincible, das nach einem Treffer explodierte. Der Rest des Krieges verlief für die Inflexible, abgesehen von einem schweren Kollisionsunfall im Januar 1918, ohne besondere Ereignisse. Sie wurde 1919 zur Reserveflotte versetzt, bevor sie am 31. März außer Dienst gestellt und im Dezember 1922 zum Ausschlachten verkauft wurde.